# Docklow and Hampton Wafer
Docklow and Hampton Wafer est une paroisse civile du Herefordshire, en Angleterre.